# Roman Pakszyn
Roman Siergiejewicz Pakszyn (ros. Роман Сергеевич Пакшин; ur. 17 kwietnia 1998 w Sarańsku) – rosyjski siatkarz, grający na pozycji przyjmującego. Od sezonu 2019/2020 występuje w drużynie Kuzbass Kemerowo.

## Sukcesy klubowe
Superpuchar Rosji:
- 2019[2]

Mistrzostwo Rosji:
- 2020

## Sukcesy reprezentacyjne
Letnia Uniwersjada:
- 2019